# Murbach (Wupper)
Der Murbach ist ein elf Kilometer langer linker Nebenfluss der Wupper in Nordrhein-Westfalen, Deutschland. Er entspringt in Burscheid (Ortsteil Hilgen) und mündet in Leichlingen (Ortsteil Balken) in die Wupper.

## Geographie
Das Quellgebiet liegt unterhalb der Schulstraße in Burscheid. Von dort verläuft der Bach zunächst durch ein bewaldetes Gelände, bevor er die Autobahn A 1 unterquert. Im weiteren Verlauf berührt er zahlreiche Ortschaften der Städte Burscheid, Leichlingen und Leverkusen. Im Ortsteil Grünscheid (Stadt Burscheid) vereinigt er sich mit dem Wersbach, einem Bach gleichen Ausmaßes. Nachdem der Murbach die Diepentaler Talsperre und den unteren Stausee passiert hat, fließt er teilweise durch ein tief eingeschnittenes Bachbett. Vorbei an steil aufragenden Bergwänden gelangt er zum Ortsteil Wietsche (Stadt Leichlingen). Von dort aus durchquert er schließlich den Ortsteil Balken (Stadt Leichlingen) und mündet nun nach ca. 500 Metern in die Wupper. Das Mündungsgebiet liegt unmittelbar unterhalb von Haus Vorst, einem alten Rittersitz auf der anderen Wupperseite.

## Namensgebung
Im FlussGebietsGeoinformationsSystem des Wupperverbandes, welcher für die Wasserwirtschaft im Wuppergebiet zuständig ist, wird der gesamte Verlauf des Baches mit „Murbach“ bezeichnet. Dies entspricht auch dem Nachweis des Geoinformationssystems des Rheinisch Bergischen Kreises.
In verschiedenen Kartenwerken, so z. B. in der Deutschen Grundkarte 1:5000 und auch in der Freizeitkarte 1:25000 des Landesvermessungsamtes Nordrhein-Westfalen, hat der Bach oberhalb des Zusammenflusses mit dem Wersbach die Bezeichnung „Imelsbacher Bach“ und im Bereich der Ortschaft Büchel die Bezeichnung „Bücheler Bach“. Weiter bachaufwärts wird der Bach in diesen Kartenwerken wieder als „Murbach“ bezeichnet. Die Schreibweise lautet teilweise „Muhrbach“.

## Nebenbäche
Ca. 40 zum großen Teil benannte Bäche münden in den Murbach. Vor diesem Hintergrund zählt der Murbach zu einem der wasserreichsten Bäche im Einzugsgebiet der Wupper.

Rechte Nebenbäche

Benninghauser Bach, Thielenölmühlenbach, Doktorsiefen, Kohnesiepen, Dohmer Bach, Bickenberger Bach, Mummekampssiefen, Wersbach, Muhrsiefen

Linke Nebenbäche

Hülsenbach, Kottensiefen, Kleinösinghauser Siefen, Kretzheider Bach, Burbach, Irlenhofer Bach, Dellenbuscher Siefen, Irlensiefen, Kamberger Bach, Grombach, Rosenberger Siefen, Pattscheider Bach, Belsenbuscher Siefen, Wietschermühlenbach

## Sehenswürdigkeiten entlang des Verlaufs

### Mühlen
Aufgrund seines Gefälles und seines Wasserreichtums wurde der Murbach durch Anlagen von Mühlen aller Art genutzt. Die Wasserräder trieben Frucht-, Öl-, Walk-, Knochen- und Lohmühlen an.
Die Wasserkraft des Murbaches wurde aber auch für Schleifkotten genutzt. Schon vor 1327 sollen im unteren Murbachtal die ersten Schleifkotten des Bergischen Landes errichtet worden sein. Alte vergessene Flurnamen erinnern an die früheren Kotten : Am Schleiferplätzchen, Am Schleiferkotten.
Neben der Thielenmühle, der Irlermühle, der Lamgesmühle, der Mummekampsmühle, der Grünscheider Mühle ist insbesondere die Wietsche Mühle zu nennen. Das heute als Ausflugslokal genutzte historische Gebäude war Ölmühle, Walkmühle und auch Fruchtmühle. Zwei Müller verunglückten hier bei ihrer Arbeit tödlich: Im Jahre 1800 kam Hermann Stöcker in der Mühle ums Leben, Müller zur Gathen ertrank im Jahre 1867 im Mühlenteich. Der heute als Tisch benutzte alte Mühlenstein aus dem Jahre 1807 erinnert an die ursprüngliche Bedeutung des Gebäudes. Die als Gaststätte ausgebaute Mühle stellt ein Ausflugsziel im unteren Murbachtal dar. Von dem Ortsteil Balken (Stadt Leichlingen (Rheinland)) aus ist sie sowohl mit dem Auto als auch fußläufig gut zu erreichen.

### Diepentaler Talsperre
Das Gebiet der Diepentaler Talsperre im unteren Verlauf des Murbachs gilt als Naherholungsgebiet. Neben Freizeitaktivitäten wie Minigolf und Ruderbootfahrten sind Spaziergänge oder auch ausgedehnte Wanderungen möglich.
Die Talsperre besteht aus einem oberen und einem unteren Stausee. Die Seen werden durch einen ehemaligen Fahrweg getrennt, sind aber über einen Durchstich miteinander verbunden.

Unterhalb der Diepentaler Talsperre wird der Murbach abermals gestaut. Der Stausee wurde im Jahre 1930 als Ausgleichsbassin angelegt, um die damaligen Mühlen im unteren Bachverlauf mit Wasser versorgen zu können, wenn die höher gelegene Talsperre kein Wasser abgeben kann. 

Vor dem Bau der Talsperre befand sich hier am Murbach eine Getreidemühle. Bei Niedrigwasser waren lange die Reste der Mühle am Grund des Sees zu erkennen. 

Im Mittelalter residierte in Diepental das Rittergeschlecht von Katterbach.

### Sinneswald
Der Sinneswald im unteren Murbachtal zwischen den Ortsteilen Wietsche und Balken (Stadt Leichlingen) ist ein Erlebnis für den Kunstliebhaber. In reizvoller Lage sind die Kunstwerke in die Natur integriert.

Gegenüber dem Skulpturenpark liegt ein alter Steinbruch, der schon im 18. Jahrhundert für die Gewinnung von Straßenbaumaterialien genutzt wurde.